# Ulrich Han

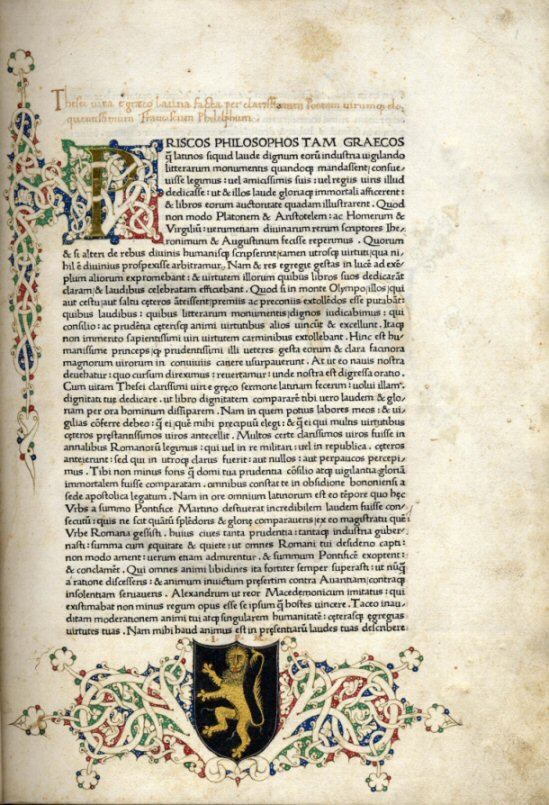

Ulrich Han (latinos nevén Udalricus Gallus) volt az első római könyvnyomtató a 15. században.
Ingolstadtból származott, 1478-ban vagy 1479-ben halt meg. Dolgozott Bécsben is, és készített egy 1462. évre szóló, német nyelvű, plakát formájú nyomtatványt a város számára. Turrecremata bíboros meghívására érkezett Rómába, hogy a Meditationes című művét Han kinyomtassa. A könyvből három példány maradt fenn, ezek közül egyik Bécsben található. 31 darab féloldalas fametszet található benne, ami Itáliában egyedülállónak számított. A könyv gót metszésű betűkből lett kinyomtatva. Han 1469-ben adta ki Cicero, 1470-ben Quintilianus műveit, és ez utóbbi munka azért is jelentős, mivel ebben alkalmazta először az öntött görög betűket. Az ő nevéhez fűződik a hangjegyes kiadványok közreadása is.